# Cathédrale de la Transfiguration de Trebinje
Pour les articles homonymes, voir Cathédrale de la Transfiguration et Église de la Transfiguration.
La cathédrale de la Transfiguration (en serbe cyrillique : Саборна црква Преображења Господњег ; en serbe latin : Saborna crkva Preobraženja Gospodnjeg) est située en Bosnie-Herzégovine, sur le territoire de la Ville de Trebinje. Construite entre 1888 et 1908, elle est inscrite sur la liste provisoire des monuments nationaux de Bosnie-Herzégovine.

## Architecture

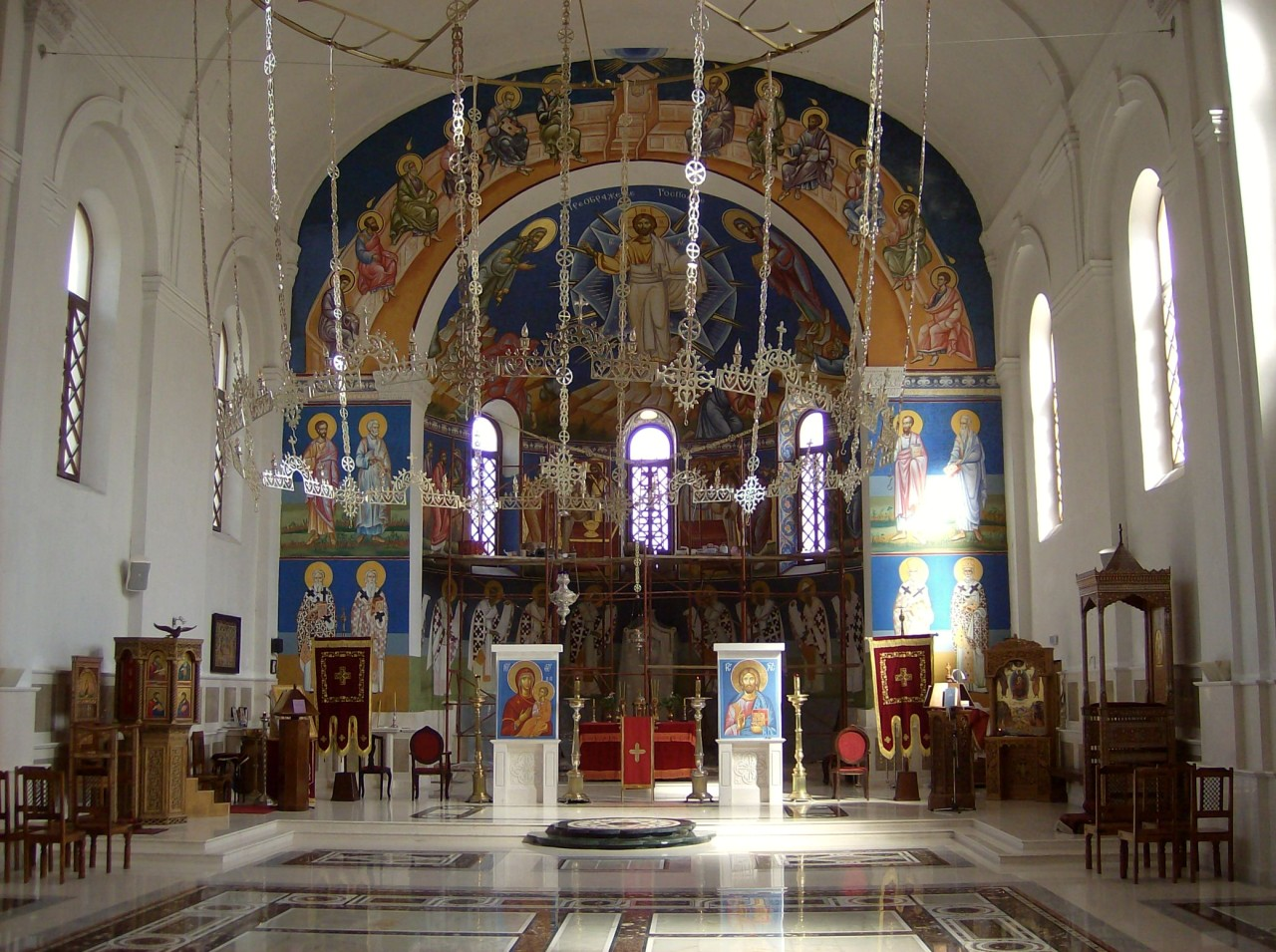
L'intérieur de la cathédrale